# Delplanqueia cortella
Delplanqueia cortella is een vlinder uit de familie snuitmotten (Pyralidae). De wetenschappelijke naam is voor het eerst geldig gepubliceerd in 1884 door Constant.
De soort komt voor in Europa.